# 닌자의 나라
《닌자의 나라》(忍びの国, Mumon)는 일본에서 제작된 나카무라 요시히로 감독의 2017년 액션 영화이다. 오노 사토시 등이 주연으로 출연하였다. 2017년 7월 1일 토호에 의해 일본에서 극장 상영되었다.

## 출연

### 주연
- 오노 사토시
- 이시하라 사토미
- 스즈키 료헤이

### 조연
- 치넨 유리
- 마키타 스포츠

## 기타
- 원작자: 와다 료